# Heilig-Kreuz-Kapelle (Klasmühle)

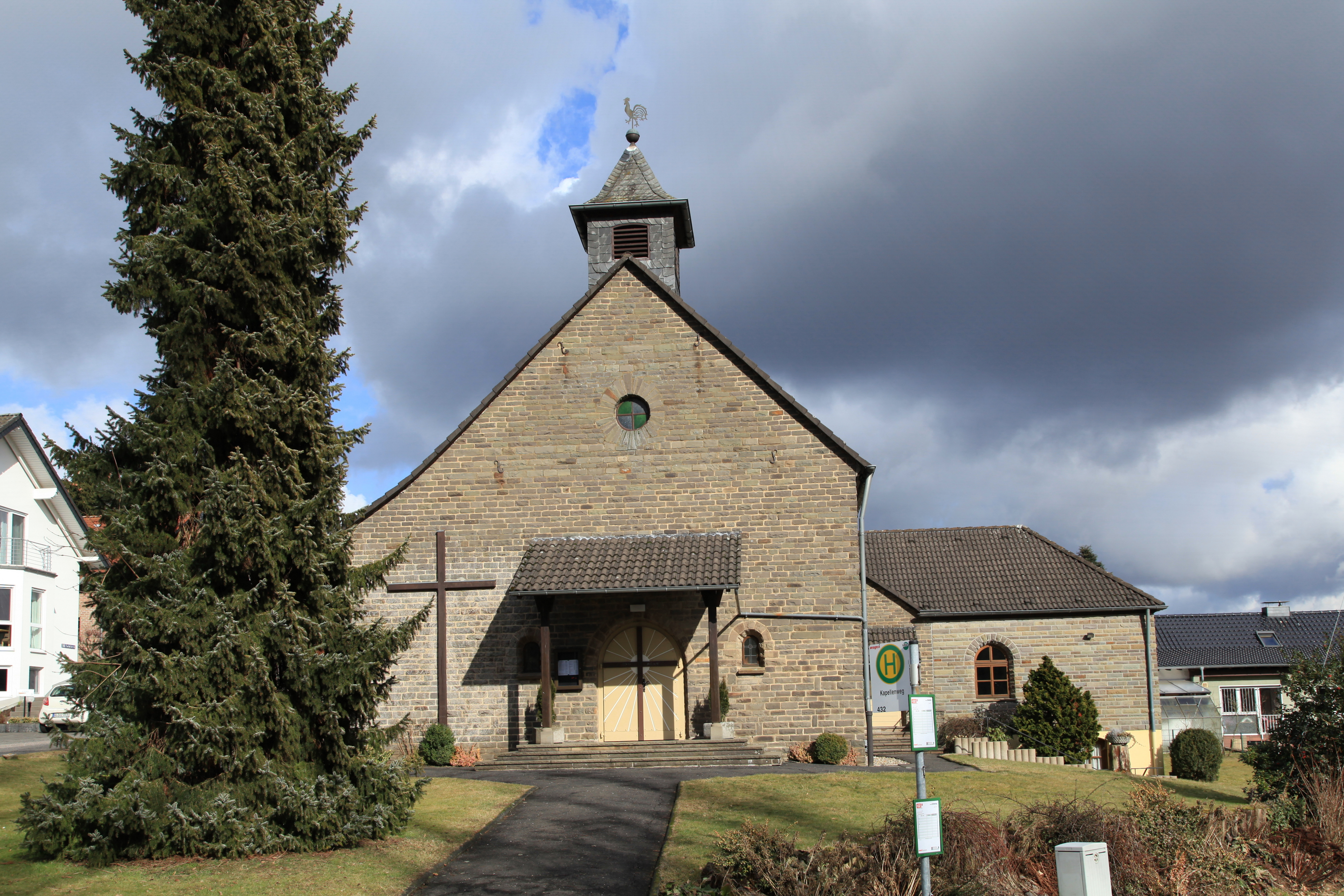
Heilig-Kreuz-Kapelle in Odenthal-Klasmühle

Die römisch-katholische Heilig-Kreuz-Kapelle in Klasmühle, einem Ortsteil der Gemeinde Odenthal im Rheinisch-Bergischen Kreis (Nordrhein-Westfalen), wurde zwischen 1947 und 1948 erbaut. Sie wird als Filialkirche der Pfarrgemeinde St. Pankratius in Odenthal genutzt.

## Geschichte

### Vorgeschichte
Im Jahr 1920 erwarb das Kölner Dominikanerkloster Heilig Kreuz ein Grundstück in Klasmühle, mit dem Ziel dort ein Erholungshaus einzurichten. Mit dem Erwerb des Grundstücks verpflichteten sich die Ordensbrüder außerdem regelmäßig Sonntagsgottesdienste in Klasmühle zu feiern. Nachdem die Messfeiern anfänglich, seit September 1921 in einem Privathaus stattfanden, wurden die Gottesdienste seit 1924 in einer zur Kapelle umgebauten ehemaligen Schreinerei gefeiert. Im Jahr 1930 wurde ein Kapellenbauverein gegründet, um eine größere und dauerhafte Kapelle errichten zu können.

### Errichtung des heutigen Kapellenbaus
Am 16. November 1947 wurde der Grundstein für die heutige Kapelle gelegt. Das Grundstück und das Bauholz wurden von ortsansässigen Gläubigen gestiftet. In dieser Zeit vor der Währungsreform wurden große Teile der benötigten Baumaterialien im Tauschhandel gegen Lebensmittel erworben, so dass die Kapelle im volkstümlichen Sprachgebrauch auch als Speckkapelle bezeichnet wurde. Die Heilig-Kreuz-Kapelle wurde nach ihrer Fertigstellung am 19. Dezember 1948 eingeweiht.

### Teilsanierung und Unterhalt
Im Jahr 1987 wurde ein Gemeinderaum als Anbau zur Kapelle fertiggestellt. Um die Finanzierung des Unterhalts und des Betriebs der Filialkirche dauerhaft sicherstellen zu können, wurde im Jahr 2005 die Interessengemeinschaft Heilig Kreuz als Förderverein gegründet. Im Jahr 2008 wurde eine Teilsanierung des Treppenaufgangs zur Orgelempore sowie der Kirchenbänke infolge eines Schädlingsbefalls erforderlich.

## Ausstattung

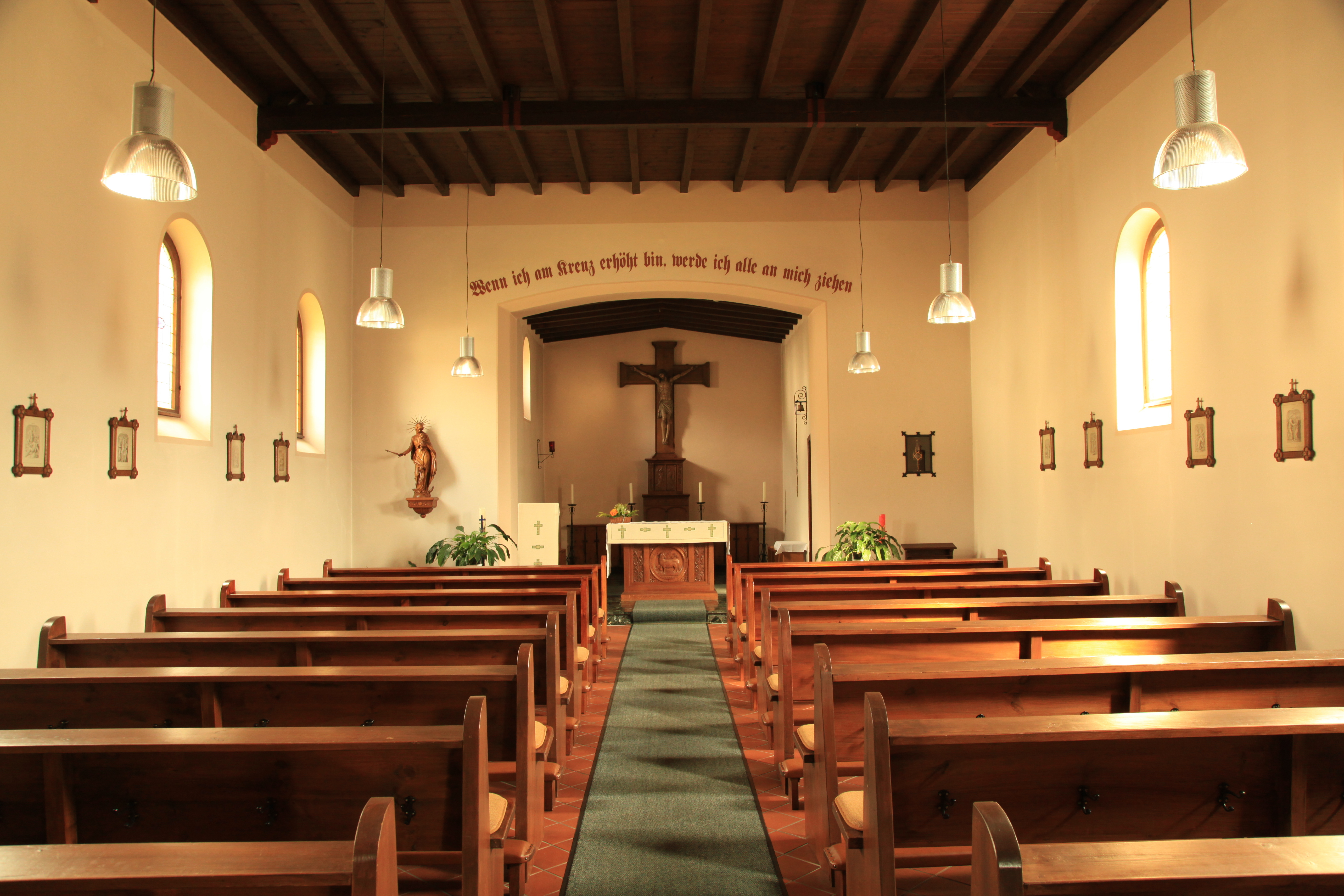
Innenansicht der Heilig-Kreuz-Kapelle mit Blick auf den Chorraum

Die Heilig-Kreuz-Kapelle enthält eine schlichte Innenausstattung. Der Altar entstammt ursprünglich dem Kölner Ursulinenkloster. Das Kölner Dominikanerkloster soll einen Holzsplitter des Heiligen Kreuzes als Reliquie für die Kapelle gestiftet haben. Dieser soll in den Altar eingelassen sein und ist namensgebend für die Heilig-Kreuz-Kapelle.
Die Bleiglasfenster wurden im Jahr 1948 durch einen unbekannten Künstler geschaffen. Sie sind ebenfalls schlicht gehalten und greifen mehrfach als Motiv das Kreuz mit Rose auf.